# Alejandro Segundo Montes
Alejandro Segundo Montes fue un político argentino, que se desempeñó como Gobernador de Santiago del Estero entre el 1 de diciembre de 1870 y 25 de junio de 1871, un breve período debido a su destitución. También se desempeñó como legislador nacional y provincial, entre otros cargos políticos.

## Biografía
Su padres fueron Alejandro Montes y María de Jesús Neirot. Fue convencional constituyente durante la redacción de la primera constitución de Santiago del Estero en 1856. En el plano provincial, fue diputado provincial y presidió la legislatura, y a nivel nacional, fue diputado entre 1862 y 1866.
Fue Ministro de Gobierno de Manuel Taboada, de quien era pariente y seguidor. Fue elegido para sucederlo en 1870 con su apoyo, aunque se distanció de Taboada y su hermano, el general Antonino Taboada, para gobernar ajeno a estos. Como represalia, los Taboada impulsaron, a fuerza de una revuelta, un juicio político en su contra argumentando de que había abandonado sus funciones por realizar un viaje a Córdoba con motivo de una exposición inaugurada por el presidente Domingo F. Sarmiento. Sarmiento quiso impulsar la intervención federal, aunque no lograría aprobación legislativa. Debió completar el mandato inconcluso Luis Frías.
Entre su corto gobierno se destaca un relevamiento de la ciudad de Santiago del Estero.